# Jining
Jining (chinesisch 濟寧市 / 济宁市, Pinyin Jǐníng Shì) ist eine bezirksfreie Stadt in der ostchinesischen Provinz Shandong. Sie hat eine Fläche von 11.187 km² und 8.357.897 Einwohner (Stand: Zensus 2020). In dem eigentlichen städtischen Siedlungsgebiet leben 1.330.000 Menschen (Stand: Ende 2018).
Jining hat sich in den letzten Jahren zu einer typischen chinesischen Industriestadt entwickelt. Sie hat aber auch historisch bedeutsame Sehenswürdigkeiten zu bieten, so ist zum Beispiel die Stadtmauer aus der Zeit der Ming-Dynastie noch teilweise erhalten. Außerdem gehört Qufu, die Heimat von Konfuzius zum Verwaltungsgebiet von Jining.

## Administrative Gliederung
Auf Kreisebene setzt sich Jining aus zwei Stadtbezirken, sieben Kreisen und zwei kreisfreien Städten zusammen. Diese sind (Stand: Zensus 2010):
- Stadtbezirk Rencheng (任城区), 884 km², 1.241.012 Einwohner, Zentrum, Sitz der Stadtregierung;
- Stadtbezirk Yanzhou (兖州区), 650 km², 618.394 Einwohner;
- Kreis Weishan (微山县), 1.738 km², 633.357 Einwohner;
- Kreis Yutai (鱼台县), 653 km², 437.146 Einwohner, Hauptort: Großgemeinde Guting (谷亭镇);
- Kreis Jinxiang (金乡县), 888 km², 625.262 Einwohner, Hauptort: Großgemeinde Jinxiang (金乡镇);
- Kreis Jiaxiang (嘉祥县), 975 km², 818.188 Einwohner, Hauptort: Großgemeinde Jiaxiang (嘉祥镇);
- Kreis Wenshang (汶上县), 889 km², 684.617 Einwohner, Hauptort: Großgemeinde Wenshang (汶上镇);
- Kreis Sishui (泗水县), 1.118 km², 536.087 Einwohner;
- Kreis Liangshan (梁山县), 961 km², 730.652 Einwohner, Hauptort: Großgemeinde Liangshan (梁山镇);
- Stadt Qufu (曲阜市), 815 km², 640.498 Einwohner;
- Stadt Zoucheng (邹城市), 1.617 km², 1.116.692 Einwohner.

## Persönlichkeiten
- Zhang Dechang (* 1978), Steuermann im Rudern